# Сожжение посольства США в Исламабаде
Сожжение посольства США в Исламабаде — дипломатический инцидент в американо-пакистанских отношениях, произошедший 21 ноября 1979 года. Беспорядки были вызваны слухом о том, что американцы были причастны к теракту в Мекке.

## История
В феврале 1979 года в Иране произошла Исламская революция. 4 ноября толпа студентов захватила американское посольство в Тегеране и взяла в заложники 66 человек из его персонала. Через две недели, 20 ноября, неизвестные боевики захватили Большую мечеть в Мекке, Саудовская Аравия. Лидер иранской революции аятолла Хомейни заявил, что к этому захвату причастны американцы. Госдепартамент США отреагировал на это заявление, назвав его «безответственной, полной, сознательной ложью».
На следующий день в столице Пакистана Исламабаде перед американским посольством собралась 10-тысячная толпа. Бывший профессор политологии Пакистанского университета в Пенджабе вспоминал: «Я никогда не видел ничего подобного и надеюсь, что никогда не увижу вновь. Они прибывали на велосипедах, на рикшах и пешком. Водители автобусов меняли маршрут и направлялись к посольству. И всё это на основании неподтверждённого слуха». Демонстрация быстро переросла в беспорядки; разъярённые демонстранты проломили ограду вокруг посольства и ворвались на его территорию. Они бросали камни в здание посольства и сжигали припаркованные рядом машины, была также отмечена стрельба. Из толпы доносились крики «Убейте американских собак!»
Посла Артура Хуммеля-младшего в этот момент не было в посольстве. Дипломатический персонал укрылся в специальном помещении на верхнем этаже. Морские пехотинцы, охранявшие посольство, использовали против ворвавшихся в здание демонстрантов слезоточивый газ. Прибывшая на место беспорядков пакистанская полиция ничего не смогла сделать. Президент США Джимми Картер позвонил пакистанскому президенту Мухаммеду Зия-уль-Хаку и заявил ему, что Пакистан несёт ответственность за безопасность американских граждан. Беспорядки продолжались более пяти часов, пока к посольству наконец не прибыли подразделения пакистанской армии. Демонстранты успели поджечь здание.

## Последствия
Одновременно с событиями в Исламабаде были сожжены американские культурные центры в Лахоре и Равалпинди. На следующий день из Пакистана были эвакуированы семьи американского дипломатического персонала.
В ходе беспорядков в Исламабаде погибли шесть человек — два демонстранта, два пакистанца из числа сотрудников посольства (задохнулись от дыма) и двое американских военнослужащих. Капрал Стивен Кроули из подразделения морских пехотинцев, охранявших посольство, занимал наблюдательный пост на крыше здания, когда был ранен в голову выстрелом снайпера. Через короткое время он скончался. Посмертно Кроули был награждён боевой медалью Бронзовая звезда с литерой V («Valor»). Чиф уоррент-офицер Армии США Брайан Эллис был найден мёртвым в своей комнате, его тело обгорело.
Как отмечала газета «Вашингтон Пост» в 2004 году, «Официально 21 ноября было быстро забыто; Соединёнными Штатами оно рассматривалось как отклонение от сложных, но в целом продуктивных отношений с Пакистаном».